# Distretto di Shanlin
Il distretto di Shanlin (杉林區S, Shānlín QūP) è un distretto della municipalità di Kaohsiung, situata a Taiwan.